# Periferija Zapadna Makedonija
Zapadna Makedonija (grčki: Δυτικής Μακεδονίας) je jedna od trinaest grčkih periferija.
Ova Periferija podijeljena je na sljedeće prefekture; Florina, Grevena, Kastoria i Kozani.

## Zemljopisne osobine
Periferija Zapadna Makedonija nalazi se na sjeverozapadu Grčke. Graniči na istoku sa Središnjom Makedonijom, na jugu s Periferijom Tesalijom, na zapadu s Periferijom Epir, a na sjeveru s Republikom Makedonijom (gradom Bitolom) i Albanijom (gradom Korçë). 
Površinom zauzima 9451 km2 (Ima 7,2% ukupne površine države), ali ima svega 302,892 stanovnika (što je samo 2.9% od ukupnog broja stanovnika Grčke). Zapadna Makedonija vrlo je slabo naseljena regija Grčke (sa svega 32 stanovnika na km2, prosjek za čitavu Grčku je 79.7 stanovnika na km2). Ovo je vrlo planinska Grčka periferija čak 82% ukupne površine je planinskog odnosno poluplaninskog karaktera. Ovo je i vrlo seoska (ruralna) periferija, veći dio stanovnika živi na selu (56%). I glavni grad ove periferije je mali - Kozani sa svega 47,451 stanovnika. Ostali veći gradovi u ovoj periferiji su: Ptolemaida (32,775), Grevena (16,704), Florina (14,318) i Kastoria (13,959).

## Gospodarstvo
Čak 70% sve električne energije Grčke proizvede se u Periferiji Zapadna Makedonija, uz to za ovu regiju je tradicionalno važna proizvodnja i obrada kože i krzna, zbog jakog stočarstva kao podloge za te industrije. Ostale značajne aktivnosti su poljoprivreda i rudarstvo.
U ovoj relativno slabo razvijenoj regiji, u cilju bržeg razvoja otvorene su dvije industrijske zone - jedna u Florini i jedna koja se još uvijek gradi u gradu Kozani.  
Novoizgrađena autocesta Egnatia Odos koja manje više prati staru trasu slavne rimske ceste via Egnatia umnogome je poboljšala prometnu povezanost gradova i naselja ove periferije s ostalom Grčkom.
Posljednjih desetljeća uloženo je puno u razvoj zimskog turizma. Periferija Zapadna Makedonija je jedina Grčka regija bez morske obale, ali je zato u ovoj regiji većina grčkih jezera, planina i dva velika skijaška centra: Vigla, pored grada Florina i Vasilisa pored grada Grevena. U izgradnji je treći ski centar Velventos pored grada Kozani.
Palača Periferije Zapadna Makedonija nalazi se u gradu Kozani.

## Obrazovanje
Sveučilište Zapadna Makedonija iz Florine i Tehnološko obrazovni institut Zapadne Makedonije iz Kozanija značajno pomažu u podizanju znanja ove regije.

## Vanjske poveznice
- Stranice Zapadne Makedonije  Arhivirana inačica izvorne stranice od 18. prosinca 2014. (Wayback Machine)